# Спирала страха: Ново поглавље Слагалице страве
Спирала страха: Ново поглавље Слагалице страве (енгл. Spiral: From the Book of Saw; такође негде издат као Слагалица страве 9: Спирала) амерички је хорор филм из 2021. године, режисера Дарена Лина Баузмана, са Семјуелом Џексоном, Крисом Роком, Максом Мингелом и Марисол Николс у главним улогама.
Филм је најављен као реимагинација оригиналног филма, Слагалица страве из 2004. Радни наслов филма био је Донор органа.
Премијера је била заказана за 15. мај 2020, али је услед пандемије вируса корона померена за 14. мај 2021. године.

## Радња
Под будним оком цењеног полицијског ветерана Маркуса, храбри детектив Зик Бенкс и његов партнер преузимају истрагу убиства која језиво подсећају на страшну прошлост. Заробљен у продубљујућој мистерији, Зик се нашао у средишту морбидне игре убице.

## Улоге
| Глумац               | Улога                       |
| -------------------- | --------------------------- |
| Крис Рок             | детектив Езекил „Зик” Бенкс |
| Семјуел Л. Џексон    | Маркус Бенкс                |
| Макс Мингела         | детектив Вилијам Шенк       |
| Марисол Николс       | капетан Енџи Гарза          |
| Зои Палмер           | Кара Босвик                 |
| Данијел Петронијевић | детектив Марв Босвик        |
| Женел Вилијамс       | Лиса Бенкс                  |
| Назнин Контрактор    | Чада                        |
| Џош Столберг         | полицајац                   |